# آشپزی قطری
آشپزی قطر شامل غذای سنتی عربی است. مَخْبُوس، یک وعده غذایی که شامل برنج، گوشت و سبزیجات است، غذای ملی در قطر که معمولاً با گوشت بره یا مرغ تهیه می‌گردد و به آرامی پخته می‌شود تا عمق طعم را به دست آورد. غذاهای دریایی و خرما از مواد غذایی اصلی در این کشور هستند. بسیاری از این غذاها همچنین در کشورهای دیگر منطقه نیز استفاده می‌شوند زیرا آشپزی آن‌ها دارای شباهت‌های زیادی با یکدیگر هستند. در سایر نقاط منطقه، برخی از این غذاها نام‌های متفاوتی دارند یا از مواد اولیه کمی متفاوتی استفاده می‌کنند.

## سنت‌های آشپزی
دعوت به صرف غذا در یک خانه قطری به عنوان یک افتخار ویژه تلقی می‌شود و این نشان‌دهنده ارزش فرهنگی مهمان‌نوازی است. یکی از جنبه‌های قابل توجه در جامعه عرب، سخاوت میزبان است که معمولاً غذا را در مقادیر بسیار بیشتری از آنچه لازم است، تهیه می‌کند تا اطمینان حاصل کند که مهمانان به خوبی پذیرایی می‌شوند. تمام شدن غذا به عنوان یک شکست بزرگ برای میزبان محسوب می‌شود. وعده‌های غذایی سنتی معمولاً با نشستن مهمانان بر روی زمین سرو می‌شود و آنها با دستان خود از غذا می‌خورند، که این رسم نزدیکی و اشتراک‌گذاری جمعی را تأکید می‌کند.
قبل از شروع وعده غذایی، معمولاً قهوه یا چای سرو می‌شود. قهوه عربی، که در قوری‌های برنجی با هل دم می‌شود، عطر و طعم خاصی دارد که مورد علاقه محلی‌ها و بازدیدکنندگان است. این قهوه در فنجان‌های کوچک چینی سرو می‌شود و مهمانان معمولاً سه تا پنج فنجان می‌نوشند و با تکان دادن آرام فنجان نشان می‌دهند که به اندازه کافی نوشیده‌اند. چای داغ، که معمولاً با نعناع طعم‌دار و با شکر شیرین می‌شود، نیز ممکن است در فنجان‌های شیشه‌ای کوچک سرو شود. قهوه و چای نه تنها در محیط‌های اجتماعی بلکه در جلسات تجاری نیز معمولاً ارائه می‌شوند که اهمیت مهمان‌نوازی در فرهنگ قطری را نشان می‌دهد.
رستوران‌هایی که به‌طور سنتی غذاهای قطری و عربی سرو می‌کنند، مطبخ (آشپزخانه) نامیده می‌شوند. چنین رستوران‌هایی را تقریباً در سراسر قطر می‌توان یافت، که تمرکز قابل توجهی از آنها در سوق واقف، مروارید قطر و منطقه کورنیش دوحه است.
رستوران‌هایی که به‌طور سنتی غذاهای قطری و عربی سرو می‌کنند به نام مطبخ (آشپزخانه) شناخته می‌شوند. این رستوران‌ها تقریباً در سرتاسر قطر یافت می‌شوند و تمرکزهای قابل توجهی در سوق واقف، مروارید قطر و منطقه کرنیش دوحه دارند.

### خرما و شیره خرما

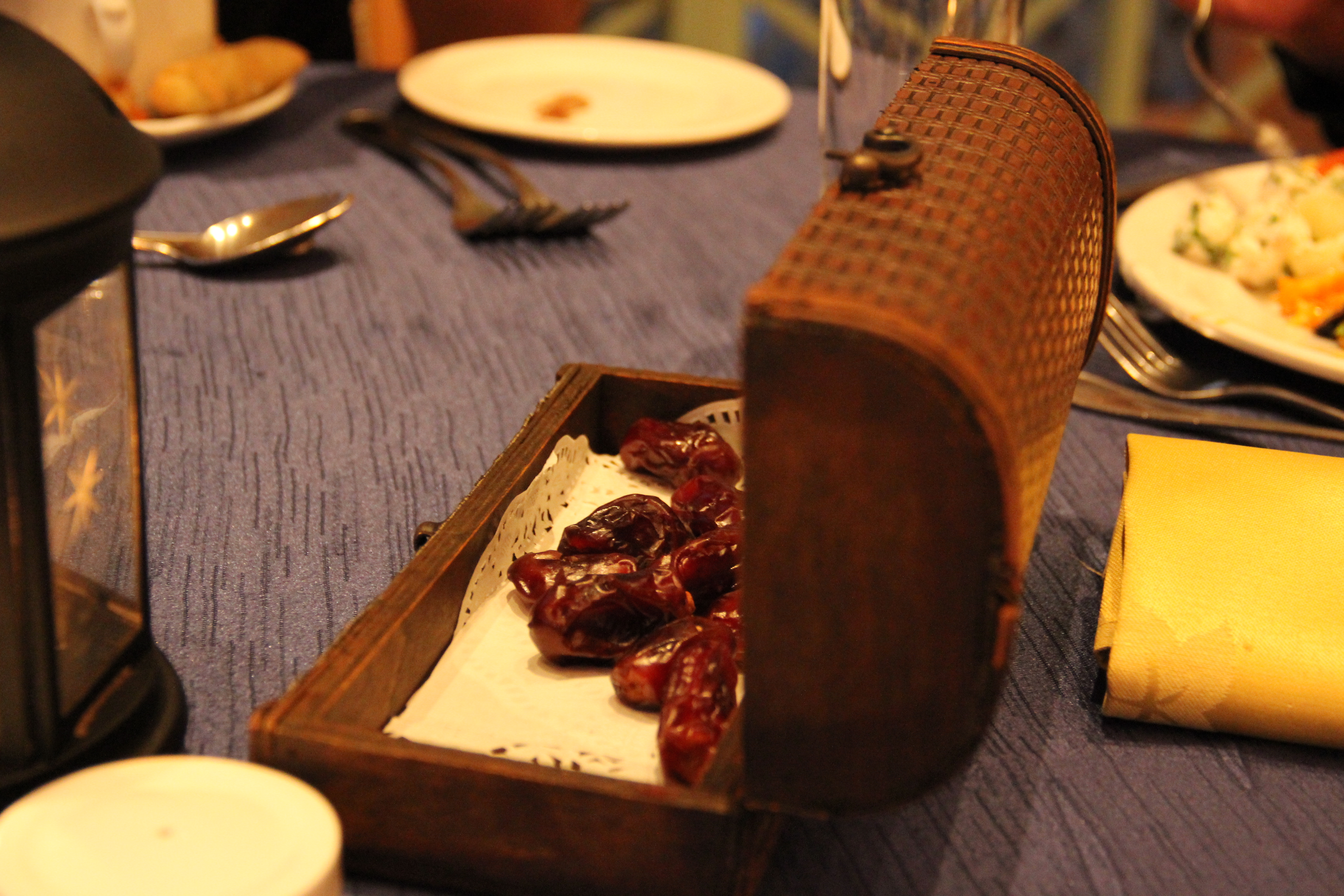
خرماهای جعبه‌ای

خرما (خلاص) اهمیت فرهنگی و آشپزی زیادی دارد و به عنوان میوه ملی قطر شناخته می‌شود. خرما به‌طور گسترده‌ای در قطر کشت می‌شود و تولید آنها در سال ۲۰۲۲ بیش از ۳۰٬۰۰۰ تن بوده است که به خودکفایی ۸۸ درصدی در خرما منجر شده است. این سنت کشت به هزاران سال پیش برمی‌گردد و در میراث کشاورزی منطقه ریشه دوانده است. نشان ملی قطر شامل دو درخت خرما به همراه یک کشتی سنتی است که نماد رابطه کشور با این میوه است. علاوه بر اهمیت فرهنگی، خرما به ویژه در طول رمضان نقش حیاتی در سنت اسلامی دارند.
خرما هر ساله در جشنواره خرمای محلی جشن گرفته می‌شود. جشنواره خرمای محلی که در سوق واقف برگزار می‌شود، فرصتی برای کشاورزان محلی فراهم می‌کند تا محصولات خود و محصولات مبتنی بر خرما را به نمایش بگذارند و به ترویج کشاورزی محلی کمک کنند. خرما معمولاً به عنوان نمادی از مهمان‌نوازی در گردهمایی‌های سنتی قطری، همراه با قهوه عربی، ارائه می‌شوند. چندین نوع خرما وجود دارد که از میان آنها خلاص و شیشی در قطر محبوب‌ترین هستند.
تولید شیره خرما یکی از قدیمی‌ترین صنایع در قطر است که به حداقل قرن ۱۷ برمی‌گردد. این شیره با استفاده از یک پرس خرما سنتی به نام مدابی یا مدبسه به دست می‌آمد. به دلیل محتوای کالری بالا و چگالی مواد مغذی، این شیره منبعی ارزان و سریع از انرژی برای محلی‌ها، به ویژه غواصان مروارید، بود. با توجه به فصل کوتاه برداشت خرما، تولید شیره خرما امکان نگهداری و مصرف طولانی‌مدت آنها را فراهم می‌کرد. این شیره هم برای مصارف مدنی و هم تجاری استفاده می‌شد و به عنوان کالایی معامله می‌شد و در دوره‌های درگیری‌های قبیله‌ای و ناآرامی‌ها تأمین‌کننده غذا بود. در حالی که مدرنیزاسیون و تغییرات سبک زندگی در ابتدا منجر به کاهش مصرف شیره خرما شد، روندهای اخیر به سمت گزینه‌های سالم‌تر باعث افزایش دوباره علاقه به این شیرین‌کننده سنتی شده است.

### سنت‌های آشپزی ماه رمضان
قبل از شروع روزه در رمضان، قطری‌ها در مراسم و گردهمایی‌های مشترک شرکت می‌کنند که نمونه‌ای از آن جشن‌های النافله در ماه قبل از رمضان، یعنی شعبان است. در طول النافله، خانواده‌ها غذاهای سنتی مانند هریس و ثرید—که وعده‌ای است که شامل نان خرد شده، گوشت و آبگوشت می‌شود—را با همسایگان و افراد نیازمند به اشتراک می‌گذارند.
الغبقه یک جشن است که در شب‌های رمضان پس از افطار و تراویح برگزار می‌شود و به‌طور سنتی بین اعضای خانواده نزدیک به تقسیم می‌شود. این جشن شامل انواع غذاها، به ویژه ماهی‌های کبابی و سرخ‌کرده، برنج پخته شده با شیره خرما و ثرید است. همچنین این جشن شامل مجموعه‌ای از شیرینی‌ها مانند لگیمات و عصیده، به همراه خرما، چای و قهوه عربی است.
از قرن ۲۰، غذای خیابانی، به ویژه کباب خیابانی، به ویژه در طول رمضان محبوب شده است.

## مواد لازم
غذای قطری عمدتاً حول مواد اصلی مانند گوشت، ماهی و برنج می‌چرخد و با ادویه‌هایی مانند زیره، گشنیز، دارچین و زعفران طعم‌دار می‌شود. استفاده از مواد تازه مانند سبزیجات، گیاهان و میوه‌ها، چه از بازارهای محلی تهیه شده و چه وارداتی، در این غذاها رایج است. قطری‌ها معمولاً با افزودن نان و ادویه‌های اضافی، غذاهای سنتی محبوب را خوشمزه‌تر می‌کنند.
مواد اولیه برای تهیه غذاهای سنتی را می‌توان در سوقهای محلی مانند سوق واقف خریداری کرد که شامل یک سوق ادویه نیز هست.

### ادویه‌های ترکیبی قطری

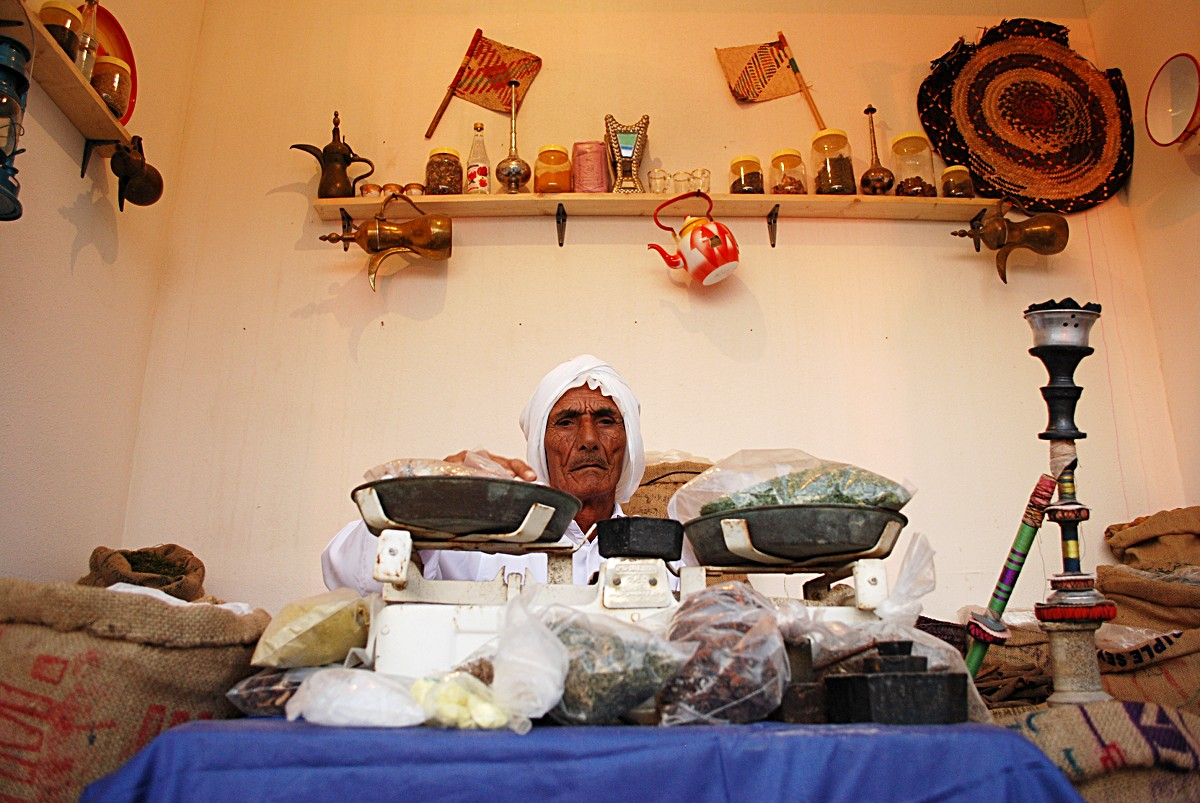
ادویه‌های سنتی در سوق واقف

ادویه‌ها در بسیاری از غذاهای عربی نقش مهمی دارند. آشپزها مطمئن می‌شوند که ادویه‌های مرغوب را خریداری می‌کنند و از خرید بیش از حد آنها برای حفظ تازگی‌شان خودداری می‌نمایند.

#### بیزار
بیزار ترکیبی از فلفل سیاه، دانه گشنیز، چوب دارچین، میخک، زنجبیل خشک، هل کامل، فلفل قرمز خشک و چوب زردچوبه است. ادویه‌ها ابتدا شسته و سپس در آفتاب خشک می‌شوند، پس از آن آسیاب و مخلوط می‌گردند.

#### مخلوط داقووس
این ادویه ترکیبی از فلفل قرمز است که شامل گندم برشته و خرد شده، دانه زیره برشته و خرد شده، دانه کنجد برشته و خرد شده، دانه گشنیز، فلفل قرمز خشک، حبه‌های سیر و در نهایت نمک می‌شود.

#### هیسو
این ادویه ترکیبی شامل زنجبیل خشک، چوب دارچین، دانه‌های هل، فلفل سیاه کامل، زردچوبه و دانه‌های زیره است.

## غذاهای اصلی

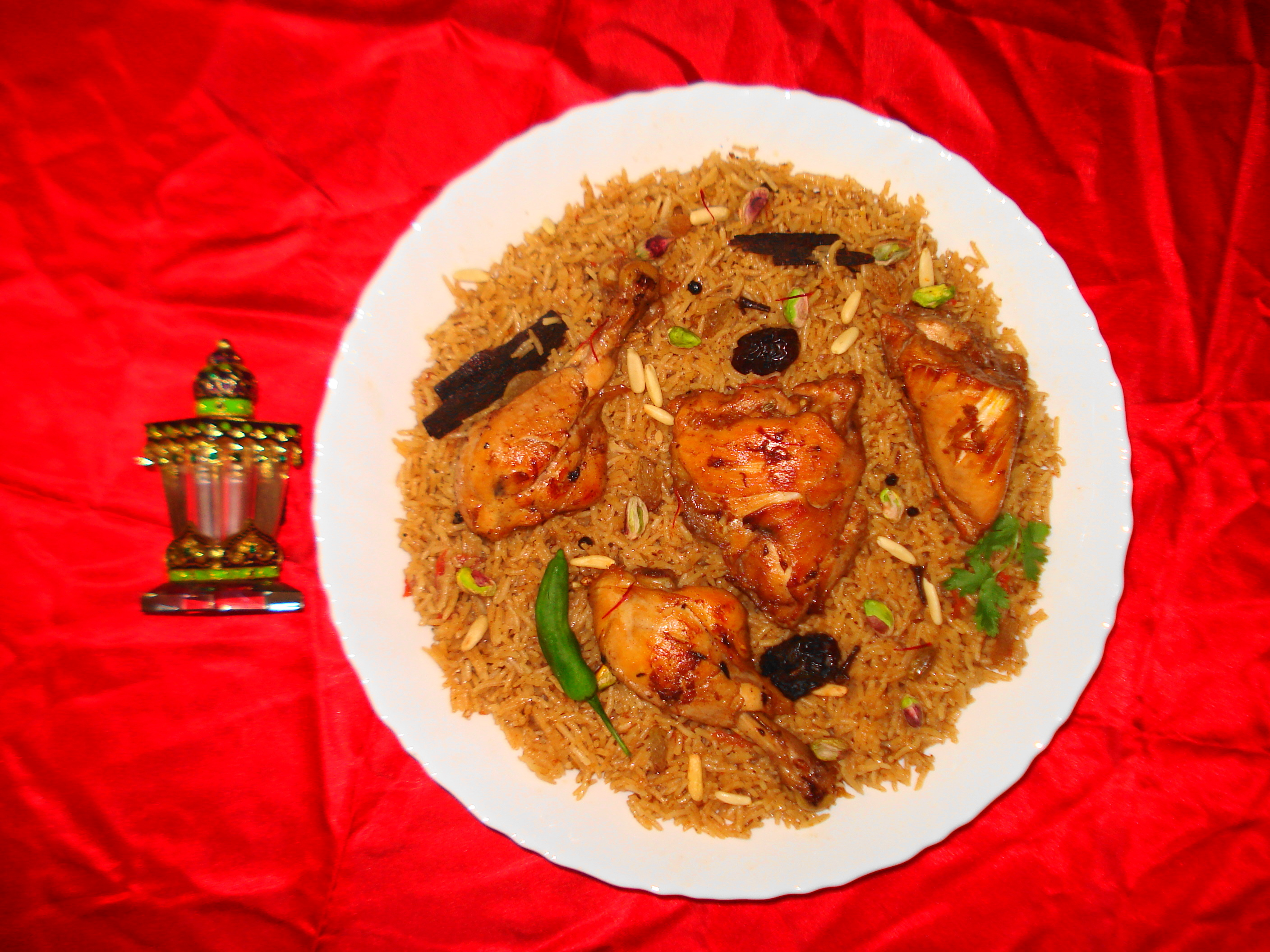
مچبوس، نوعی کبسه

### مجبوس قطری
مجبوس، غذای ملی قطر است و شامل برنج، گوشت، پیاز و گوجه‌فرنگی است که با ادویه‌جات، به‌ویژه مخلوط ادویه «بیزار» ترکیب می‌شود. همچنین ممکن است سیر، زنجبیل، جعفری و فلفل‌های تند نیز به آن اضافه شود. این غذا نسخه محلی کبسه است و به بیریانی یا پلائ شباهت دارد.

### قوزی
قوزی یک بره کامل کبابی است که بر روی برنج آجیلی سرو می‌شود. به آن شوا نیز گفته می‌شود.

### مادوروبا

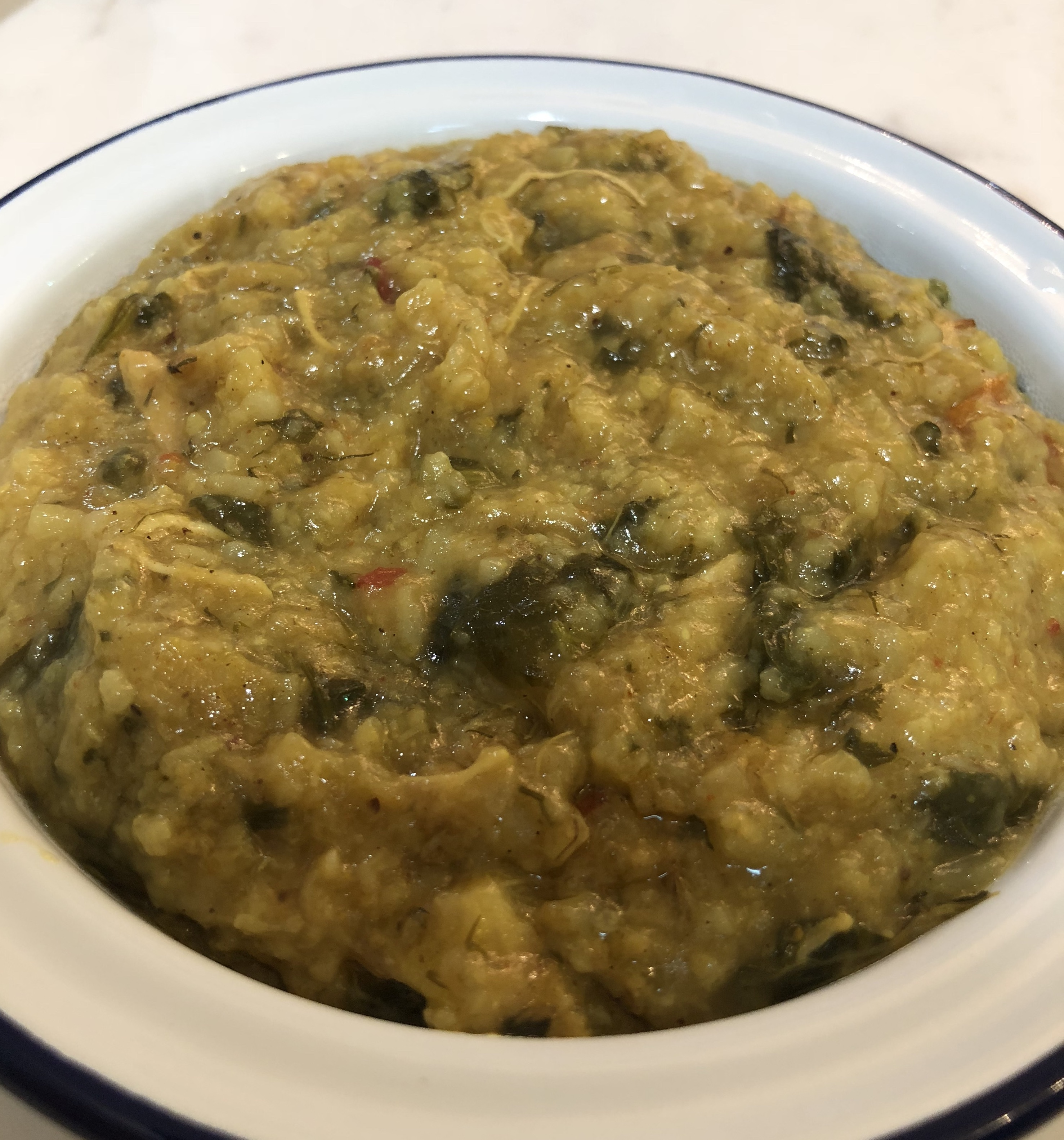
مادوروبه

مدروبه، یک فرنی تند و دلپذیر قطری است که با مرغ، برنج بیش از حد پخته شده و مجموعه‌ای از طعم‌دهنده‌ها مانند زردچوبه، زیره، هل، زنجبیل، میخک، دارچین، سیر و فلفل سیاه تهیه می‌شود. توصیه می‌شود مدروبه را در حالی که هنوز داغ است سرو کنید و بهتر است با پوست لیمو تازه تزئین شود.

### هریس
هریس غذایی است که از آسیاب کردن دانه‌های گندم و مخلوط کردن آن با چربی (روغن حیوانی) تهیه می‌شود. نمک و آب به آن اضافه می‌شود و می‌توان آن را با مرغ یا گوشت تهیه کرد.

### جریش
جریش غذای شامل مرغ خرد شده است که از روغن حیوانی، گندم و پیاز تشکیل شده و روی آن پیاز و فلفل سبز قرار می‌گیرد.

### خبز رقاق
خبز رقاق، نان نازکی است که از آرد، آب و نمک تهیه می‌شود و در دیگر غذاها مانند ثرید نیز استفاده می‌شود.

### ثرید
ثرید ترکیبی از خبز رقاق و آب گوشت، سبزیجات و مرغ یا گوشت است.

### سالونا
سالونا از هر آبگوشتی با گوشت و سبزیجات دلخواه شما به همراه ادویه‌ها تهیه می‌شود.

## دسرها

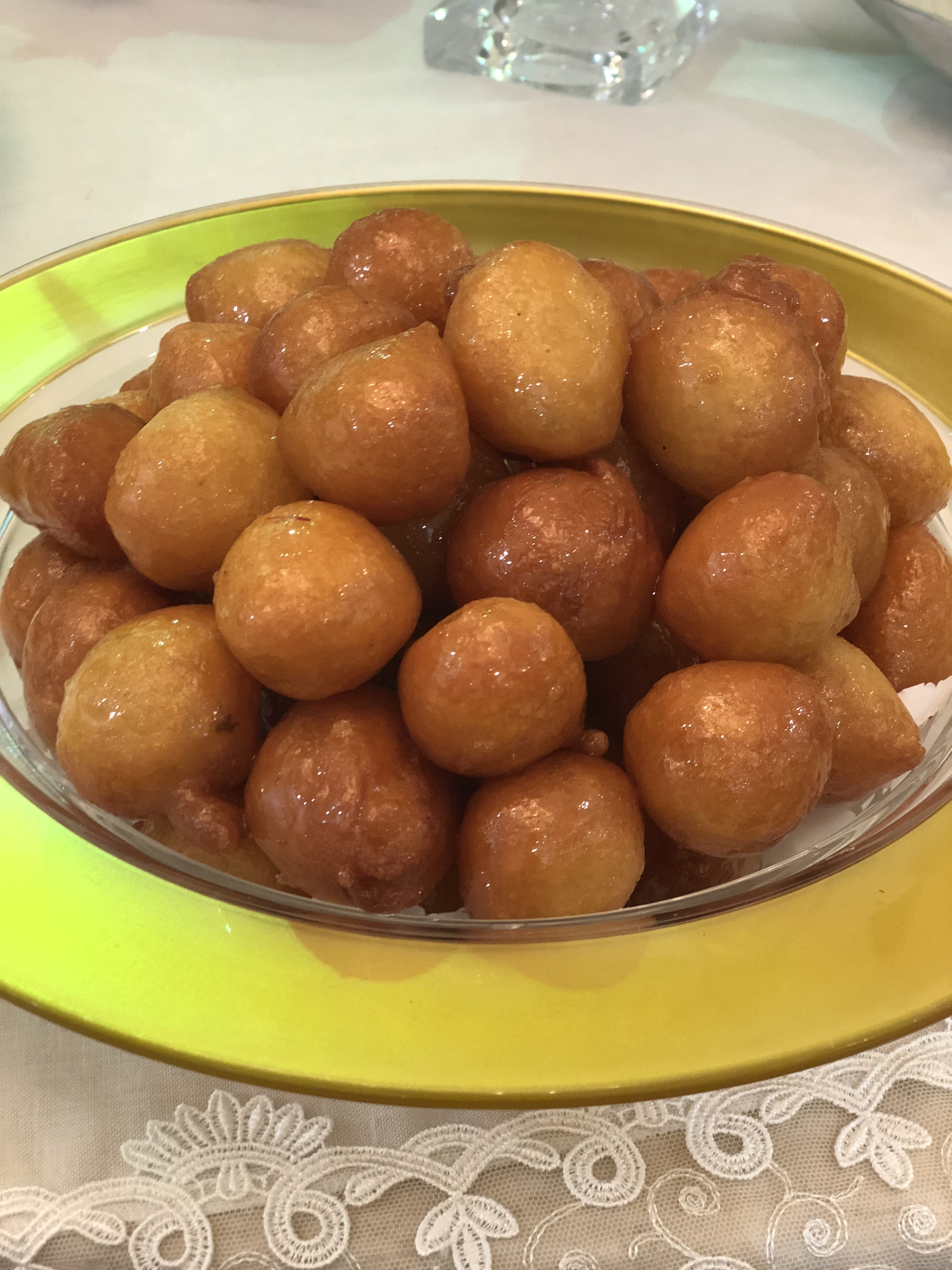
لقیمات

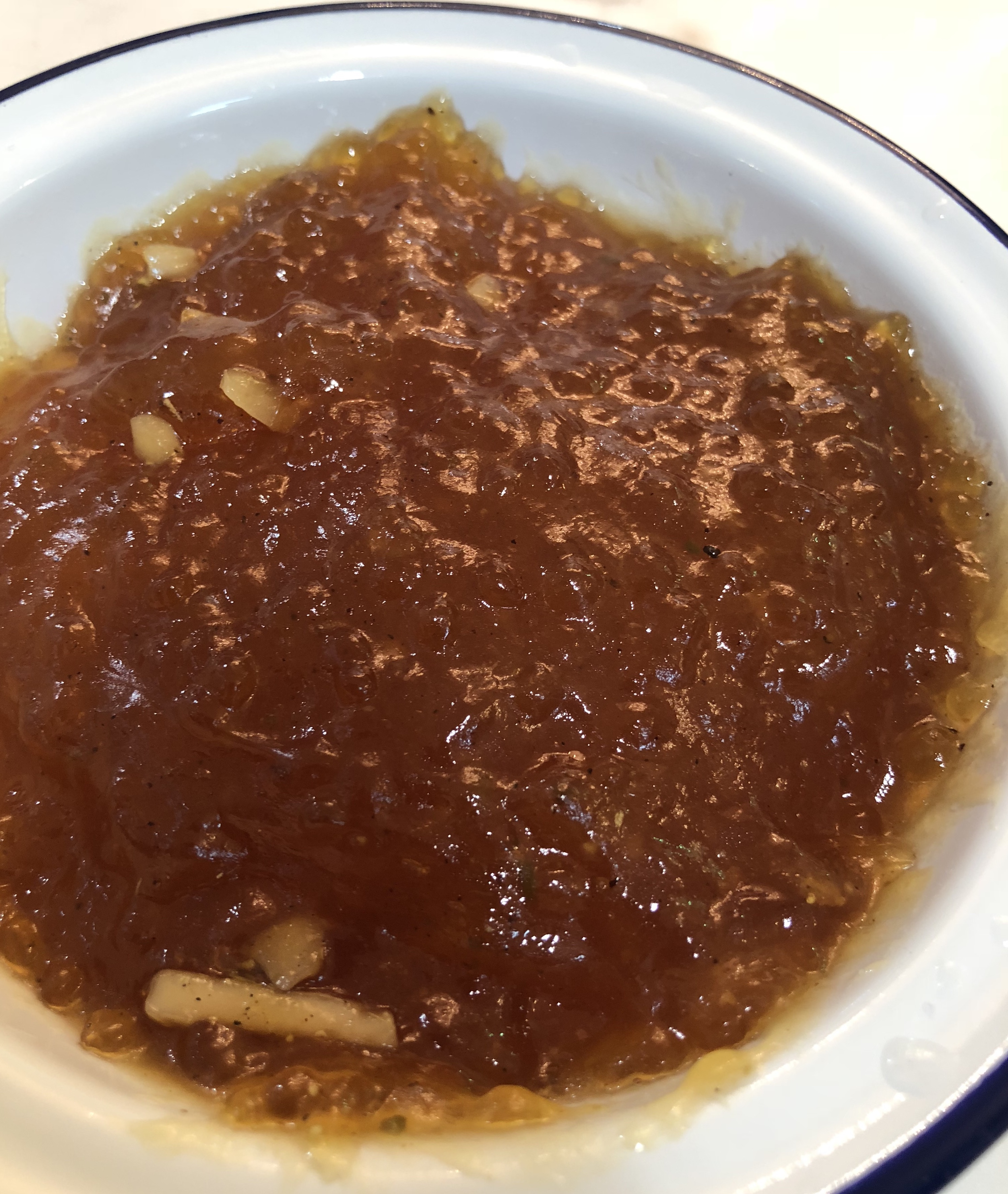
ساگو

### لقیمات
لقیمات دسری است که از گلوله‌های خمیر ورآمده و سرخ‌شده درست می‌شود. مواد اولیهٔ مورد استفاده در تهیه این شیرینی، آرد، شیر، کره، شکر، زعفران و هل است. پس از سرخ شدن و آماده شدن برای سرو، عسل یا شربت شیرین روی آن ریخته می‌شود.

### خبیز
خبیس خرمای بدون هسته است که در آب خیسانده شده، با آرد بو داده ترکیب شده و با شکر، روغن، کره، زعفران، هل و گلاب مخلوط می‌شود.

### عصیده
عصیده یک غذای شیرین است که با آرد، روغن و شکر تهیه می‌شود.

### بالالیت
بلالیت رشته‌ای است که با شکر، دارچین، زعفران و هل پخته می‌شود. اغلب بر روی آن املت هم هست.

### ساگو
ساگو یک پودینگ ژلاتینی شیرین قطری است که با زعفران و هل طعم‌دار می‌شود. این دسر را می‌توان در عربستان سعودی و امارات متحده عربی نیز یافت.

### ام علی
ام علی نوعی پودینگ نان و برنج است. اگرچه این غذا اصالتاً مصری است، اما نوع قطری آن کمی با نوع مصری متفاوت است.

### القرس العقیلی
القارس العقیلی یک دسر محبوب در غذاهای قطری است. این غذا که به خاطر بافت ظریفش شناخته می‌شود، از خمیر نازکی تهیه می‌شود که تا رسیدن به رنگ قهوه‌ای طلایی پخته می‌شود. سپس خمیر را به قطعات دایره‌ای برش می‌دهند.

## نوشیدنی‌ها

### قهوه عربی
قهوه، که به‌طور سنتی با خرما سرو می‌شود، در فرهنگ قطری عمیقاً ریشه‌دار است و قرن‌ها سنت و جهانی‌سازی را منعکس می‌کند. قهوه عربی، یا «قهوه»، یکی از محبوب‌ترین نوشیدنی‌ها در قطر است که از اتیوپی یا یمن منشأ گرفته و بعداً در جهان عرب محبوب شده است. تهیه و مصرف قهوه عربی با آیین‌های خاصی همراه است و فرایند دم کردن و آداب سرو آن از نسلی به نسل دیگر منتقل شده است. در خانواده‌های قطری، تهیه قهوه عربی یک موضوع جدی به‌شمار می‌آید و معمولاً شامل استفاده از دانه‌های قهوه سبز با کیفیت بالا، زعفران، هل، میخک و دیگر مواد سنتی است. این مواد با دقت انتخاب می‌شوند و گاهی به‌صورت دستی آسیاب می‌شوند که نشان‌دهنده توجه دقیق به جزئیات در تهیه فنجان کامل «قهوه» است.
در جامعه مدرن قطری، سنت قهوه عربی همچنان زنده و پویا است و مجالس به عنوان مراکز معاصر برای اجتماعی شدن و بحث، یادآور کافه‌های تاریخی هستند. در حالی که قهوه عربی سنتی در فرهنگ قطری اهمیت زیادی دارد، نسل‌های جوان‌تر فرهنگ قهوه متنوع‌تری را پذیرفته‌اند که منجر به گسترش کافه‌های تخصصی در دوحه شده است. این مکان‌ها مجموعه‌ای از دم‌کردنی‌ها و مخلوط‌های نوآورانه را ارائه می‌دهند که به سلیقه‌ها و ترجیحات متنوع پاسخ می‌دهند.

### کرک
کرک، که به عنوان «چای با شیر» یا «شیر چای» نیز شناخته می‌شود، ترکیبی از هل، زعفران و شکر به رنگ نارنجی روشن است. کرک، که از چای دم‌کرده با مخلوطی از ادویه‌ها به همراه شیر بخار داده شده تشکیل شده است، اگرچه محبوب است، اما به اندازه قهوه (قهوه عربی) در بین مردم محلی رواج ندارد.